# Telcagepant
Telcagepant es un fármaco en investigación para la migraña. Los estudios que se estaban realizando para valorar su eficacia fueron suspendidos en el año 2011 por lo que su posible empleo en humanos ha sido aplazado indefinidamente. Es un antagonista de los receptores del CGRP que se administra por vía oral, investigado y desarrollado por Merck & Co.

## Estudios previos
Este fármaco, conocido anteriormente como MK-0974, es un antagonista de los receptores del péptido relacionado con el gen de la calcitonina (CGRP), que se administra por vía oral y que está en fase de investigación. Se realizó un ensayo clínico internacional, multicéntrico, aleatorizado y controlado con placebo en pacientes adultos con migraña aguda. En total, participaron 1703 pacientes, de los que 1294 recibieron el fármaco. Los 1.294 pacientes que experimentaban crisis migrañosa moderada a intensa, según la definición de la Clasificación Internacional de Cefaleas II de la Sociedad Internacional de Cefaleas, fueron tratados con telcagepant en dosis de 300 mg, 150 mg y 50 mg (n= 177) o con placebo (n= 365). El efecto general del tratamiento se evaluó mediante el análisis de cinco criterios de valoración primarios dos horas después de recibir la dosis: 
- desaparición del dolor (reducción hasta la ausencia de dolor)
- alivio del dolor (reducción hasta un dolor leve o inexistente)
- ausencia de fotofobia (sensibilidad a la luz)
- ausencia de fonofobia (sensibilidad al sonido)
- ausencia de náuseas. Se evaluó la efectiv8dad con las dosis de 300 y 150 mg de telcagepant.

## Suspensión de los estudios previos
El 29 de julio de 2011 el laboratorio Merck & Co que desarrollaba el fármaco, anunció la suspensión de todos los estudios previos que estaba desarrollando, tras la evaluación de los resultados obtenidos en los ensayos clínicos que no mostraron resultados favorables.

## Advertencia
Al tratarse de un fármaco que se encuentra todavía en fase de investigación, se desconocen los posibles efectos secundarios que pueden producirse tras su administración. No existe experiencia de uso suficiente para descartar la posible aparición de efectos secundarios graves, especialmente de aquellos que se puedan presentar con escasa frecuencia o tras un periodo de tiempo prolongado.